# 오가스
오가스 혹은 자동화된 정보 처리 및 회계 네트워크 시스템(러시아어: Общегосударственная автоматизированная система учёта и обработки информации 혹은 ОГАС)은 사이버네틱스에 기반을 둔 소련의 경제 제어 정보 네트워크이다. 또한 오가스는 아르파넷과 같이 소련 전체의 데이터센터의 연결하는 데이터링크 역할도 하였다. 오가스는 빅토르 미하일로비치 글루쉬코프(Ви́ктор Миха́йлович Глушко́в)가 1962년 주장하였으며, 계획에서만 머무르고 실제로 적용되지는 않았다.
빅토르 글루쉬코크는 1962년 세 티어로 구성된 네트워크 - 3개의 모스크바 내 데이터 센터, 200여개 이상의 중규모 데이터 센터, 그리고 2만개 이상의 터미널을 묶고, 전화 네트워크를 사용하여 실시간으로 통신하는 네트워크를 구상하였다. 글루쉬코프는 이 계획에서 더 나아가 전자 결제 시스템을 사용한 현금없는 결제에 대한 안을 제시하였다. 그러나 프로젝트 자체는 1970년 10월 1일 글루쉬코프의 자금 지원 요청이 묵살되면서 무산되게 된다.
정확하게는 제 24회 공산당 총회에서 이 계획을 적용하는걸 추진했지만, 이는 오직 지역 정보 관리 시스템의 확충에 지나지 않았기 때문이다. 이런 오가스는 미국의 아파넷과 프랑스의 미니텔이 성공하던 동안에 실패를 했었다.

## 같이 보기
- 아파넷
- 정체 시대
- 인터넷의 역사
- 계획 경제
- 과학적 사회주의